# Carry van Biema
Karoline (Carry) van Biema (Hannover, 17 oktober 1881 - Auschwitz, 31 augustus 1942) was een Duitse kunstschilder, auteur en docent. Van Biema was voornamelijk werkzaam en woonachtig in Hannover, maar verbleef ook enige tijd in Nederland. Haar werk was zeer veelzijdig, ze maakte onder meer kleurenstudies, portretten, landschappen, stillevens, miniaturen, collages, abstracte werken, stofontwerpen en kopieën van oude meesters. Als auteur en docent richtte Van Biema zich hoofdzakelijk op kleurenleer.

## Jeugd
Van Biema werd geboren op 17 oktober 1881 in Hannover. Ze was de dochter van Adolf van Biema en Hedwig Burg. Haar vader was advocaat en notaris en Van Biema groeide op als oudste kind in een welgesteld Joods gezin met vier kinderen. Haar vader overleed in 1895. De familie Van Biema was oorspronkelijk afkomstig uit Nederland, maar een deel van de familie was begin negentiende eeuw naar Duitsland geëmigreerd.
Op zeventienjarige leeftijd vertrok Van Biema naar Nederland, aangezien het in Duitsland voor vrouwen niet was toegestaan om aan de kunstacademie te studeren. In Den Haag studeerde ze aan de Academie voor Beeldende Kunsten. Tijdens haar studie ontwikkelde ze een vriendschap met haar studiegenoten Truus de Bloeme, Attie Dyserinck en Nellie Smit.

## Opleiding en loopbaan
In 1902 keerde Van Biema terug naar Hannover. Het jaar daarna startte ze in Hannover met privélessen aan schilderschool Meyer. Samen met haar moeder en zusje woonde ze in Hannover aan de Körnerstrasse 22 waar ze in huis een eigen atelier inrichtte. Vanaf 1908 startte Van Biema met lesgeven. Twee jaar later exposeerde Van Biema voor de eerste keer in haar thuisstad Hannover. Haar werk was onder meer te zien bij Kunstverein Hannover (1910), het Kestner-Gesellschaft (1916) en de Hannoversche Sezession (1917). Na de Eerste Wereldoorlog evolueerde de stijl van Van Biema van traditionalistisch naar modernistisch. De Duitse kunstenares Käte Steinitz (ook bekend als "de moeder van Dada") sprak lovend over het werk van Van Biema.
Van 1914 tot en met 1919 kreeg ze in Stuttgart les van Adolf Hölzel. Het werk van Hölzel op het gebied van harmonieleer was een grote inspiratiebron voor Van Biema. Met name de effecten van afzonderlijke kleuren sprak haar erg aan. Ze vergeleek zijn keuzen voor nieuwe kleurcombinaties met het schrijven van nieuwe muziek. Hölzel werd gevraagd voor het ontwerpen van gebrandschilderde ramen voor de fabriek van koekenproducent Hermann Bahlsen in Hannover, waarvoor hij in januari 1918 in Van Biema's thuisstad verbleef. Drie maanden later kwam hij opnieuw naar Hannover vanuit Stuttgart voor de plaatsing van de ramen. In de periode dat Hölzel in Hannover verbleef, ontmoette hij Van Biema bijna dagelijks. Fabriekseigenaar Bahlsen was een kunstverzamelaar en had naast werken van Hölzel en Paula Modersohn-Becker ook enkele werken van Van Biema in bezit.
Ondanks dat Van Biema in 1917 reeds had geëxposeerd op tijdens Hannoversche Sezession, werd haar inzending in 1919 niet toegelaten. Dit leidde ertoe dat zij aan zichzelf en haar talent begon te twijfelen. Desondanks kreeg ze goede kritieken van kunstcritici. Midden 1921 vertrok Van Biema enkele weken naar Nederland in het kader van familiebezoek en om haar vriendinnen van de Academie voor Beeldende Kunsten te treffen. Via oud-studiegenoot Jacoba van Heemskerck werd Van Biema uitgenodigd om te exposeren tijdens een grafische tentoonstelling in Domburg in 1921. Via Van Biema kwam Van Heemskerck in aanraking met de theorieën van Hölzel wat van invloed was op de verdere carrière van Van Heemskerck.

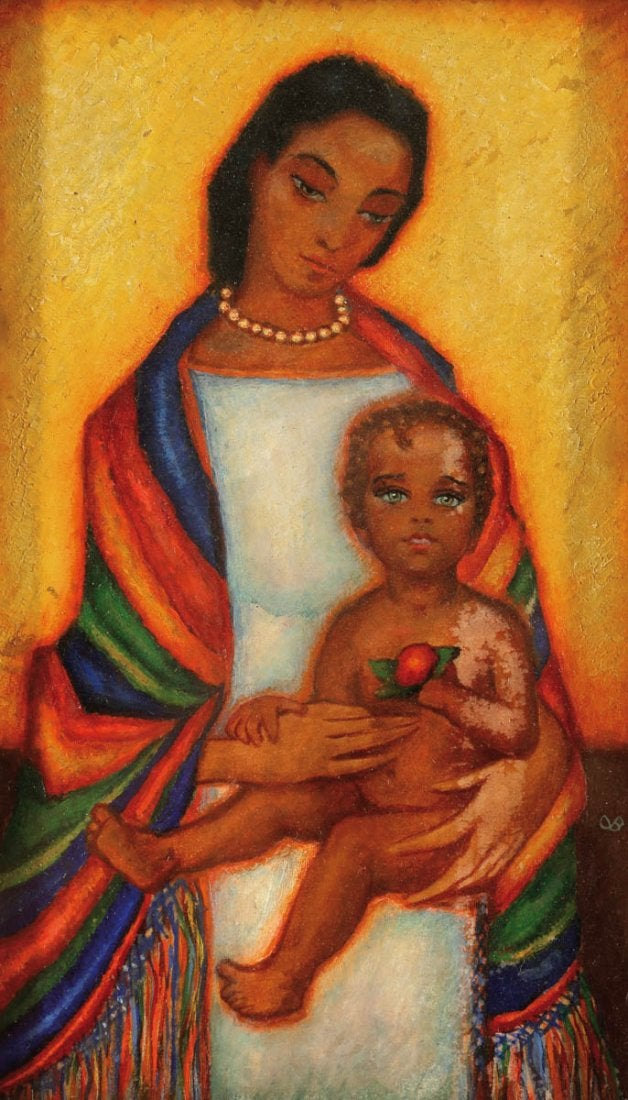
Mutter und Kind (1930)

Van oktober 1921 tot en met januari 1922 was Van Biema opnieuw in Nederland, ditmaal om lezingen en lessen te geven over de leer van Hölzel aan de Nederlandsche Kunstweefschool in Den Haag, de kunstacademies van Den Haag en Rotterdam en de Kunstnijverheid-Teekenschool Quellinus in Amsterdam. Daarnaast gaf zij een privécursus aan sier- en nijverheidskunstenaar Jan Eisenloeffel en enkele van zijn collega's. Via Quellinus kwam zij in contact met kunstenaar en architect Mathieu Lauweriks met wie zij bevriend raakte. Op uitnodiging van Richard Roland Holst hield Van Biema een lezing voor het Genootschap Architectura et Amicitia. Voor het tijdschrift Architectura van het genootschap schreef ze het artikel 'Een nieuwe Harmonieleer der Schilderkunst’. Tijdens haar verblijf in Nederland maakte ze enkele portretten in opdracht en maakte ze een kopie van het Meisje met de parel van Johannes Vermeer.
Aangezien Hölzel zijn theorieën nooit had gepubliceerd, reisde Van Biema in juli 1922 naar Degerloch, een district van Stuttgart, waar Hölzel woonachtig was. Hier schreef zij het werk Adolf Hölzels Harmonielehre der Farben und Formen dat na de dood van Hölzel in 1934 werd ontdekt. Na het bezoek aan Degerlocht vertrok Van Biema naar Haigerloch waar ze met enkele Nederlandse leerlingen in de openlucht schilderde. Enkele leerlingen uit Hannover en Hölzel zelf voegden zich toe aan het gezelschap. Met haar leerlingen uit Hannover bezocht Van Biema de nijverheidstentoonstelling van de Deutscher Werkbund in München.
In 1926 werd Van Biema lid van de de Gemeinschaft Deutscher und Österreichischer Künstlerinnenvereine aller Kunstgattungen Ortsgruppe Hannover (Gedok Hannover), een kunstvereniging voor vrouwen. Door haar lidmaatschap kwam ze in contact met vele kunstenaressen. Velen van hen waren vrouwen uit hogere sociale klassen. De vereniging organiseerde onder meer tentoonstellingen, huisconcerten, lezingen en filosofische gespreksgroepen. Binnen Gedok had Van Biema de rol van adviseur voor schilderkunst. In 1932 had Gedok Hannover 409 leden, maar vanwege de opkomst van het nationaalsocialisme nam het aantal Joodse leden in de jaren daarna steeds verder af. Ondanks haar vele sociale contacten ervaarde Van Biema een groot gevoel van eenzaamheid. Ze zag eenzaamheid als een onderdeel van het kunstenaarschap. In 1932 was Van Biema werkzaam in Weimar. Hier gaf ze les over de kleurenleer van Goethe aan het Zentralinstitut für Erziehung und Unterricht uit Berlijn. Op 1 mei 1933 vertrok Van Biema naar Barcelona waar ze een solotentoonstelling in de Galerías de Arte Syra hield.

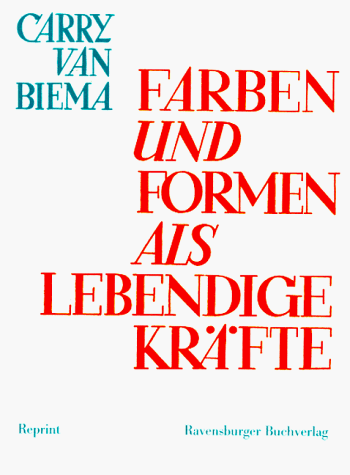
Farben und Formen als lebendige Kräfte (1930, heruitgave 1997)

## Publicaties
In de tweede helft van de jaren twintig werkte Van Biema aan een driedelig werk over schilderkunst. Het eerste deel van de publicatie ging over de geschiedenis van schilderkunst, het tweede deel over de kleurenleer van Goethe en het laatste deel over de theorieën van Hölzel. In 1930 werd het boek Farben und Formen als lebendige Kräfte, in het Nederlands ook bekend als Kleur en vorm als levende krachten uitgebracht. Het werk van Van Biema kreeg veel positieve reacties en het boek verkocht goed. De laatste overgebleven exemplaren werden echter in 1933 tijdens de boekverbrandingen in Duitsland vernietigd.
In dezelfde periode als dat ze aan Farben und Formen als lebendige Kräfte werkte, schreef ze ook een autobiografie. Het werk werd herschreven tot een semi-autobiografische roman met de titel Oramuro en werd uiteindelijk in 1942 aangeboden aan een Nederlandse uitgeverij. Het werk is uiteindelijk nooit gepubliceerd.

## Tweede Wereldoorlog en overlijden
Vanwege het toenemend antisemitisme in Duitsland verhuisde Van Biema in april 1938 naar Nederland en vestigde zich in Den Haag. In Nederland deed Van Biema een poging om een permanente verblijfsvergunning te verkrijgen. Ze kreeg hierbij hulp van Jean François van Royen en Henk van Randwijk. Op 1 september 1938 kreeg Van Biema een verblijfsvergunning. Tot het uitbreken van de Tweede Wereldoorlog in Nederland op 10 mei 1940 hield Van Biema zich bezig met het geven van lezingen, lesgeven en het maken van kunst. Vanaf 1941 woonde ze in Utrecht. Hier huurde ze een kamer bij een Oostenrijkse vrouw aan de Mengelberglaan 62 (thans Wolter Heukelslaan 62). In 1942 verhuisde haar broer Leopold Samuel Israel van Biema naar Amsterdam.
Op 24 juni 1942 schreef Van Biema een brief aan de weduwe van Van Royen die op 10 juni 1942 was omgekomen in Kamp Amersfoort. Ze schreef hierin dat ze nooit zal vergeten hoe Van Royen haar had geholpen. Van Biema vertrok twee maanden later naar Kamp Westerbork. Voor haar vertrek schreef ze haar eigen grafschrift:
‘Wat mijn dagen op aarde vaak heeft verduisterd en zwaar belast, is gezonken
ik ben teruggekeerd naar huis, naar het eeuwige licht waar ik altijd naar heb verlangd.’
Vanuit Westerbork werd ze op 28 augustus 1942 gedeporteerd naar Auschwitz. Van Biema werd aldaar op 31 augustus 1942 om het leven gebracht. Ze werd zestig jaar oud.

## Nagedachtenis

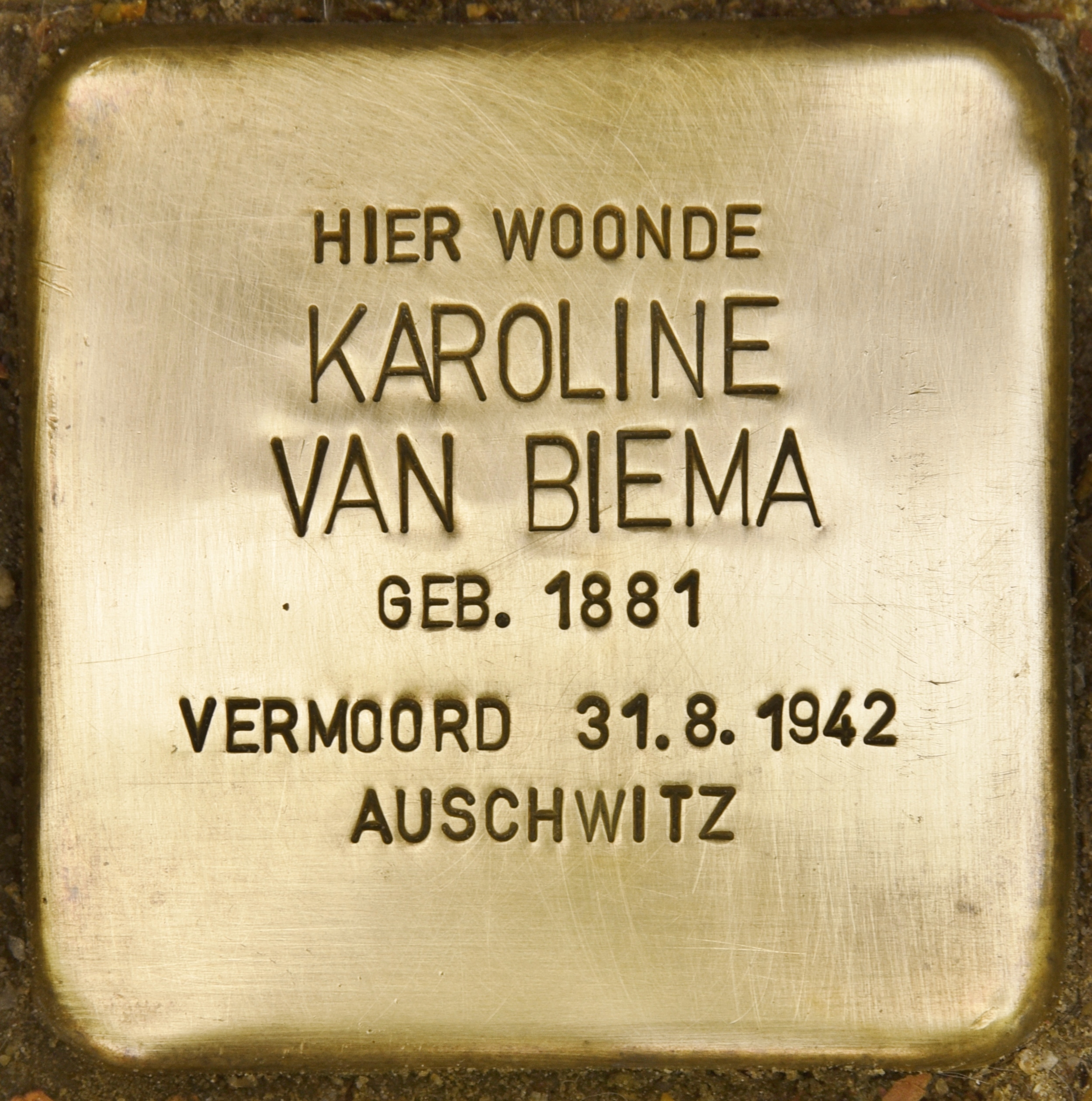
Struikelsteen voor Carry van Biema

Na de Tweede Wereldoorlog werden er verschillende pogingen gedaan de semi-autobiografische roman Oramuro te laten uitgeven en haar boek Farben und Formen als lebendige Kräfte opnieuw te laten publiceren. Haar roman is nooit gepubliceerd, haar boek over kleur- en vormenleer werd in 1997 opnieuw uitgegeven.
In Utrecht werd er ter nagedachtenis aan Van Biema een struikelsteen geplaatst aan de Wolter Heukelslaan 62 waar Van Biema woonde.

## Privé
Van Biema was niet getrouwd en had geen kinderen. In 1920 had ze een kortstondige relatie met de getrouwde Duitse schrijver Albrecht Schaeffer van wie zij een portret schilderde. Naar eigen zeggen was deze relatie platonisch.
Van Biema's zus Margarete was de enige van het gezin Van Biema die de oorlog overleefde.
- Gemeinsame Normdatei: 116165421
- International Standard Name Identifier: 0000 0001 1787 137X
- RKD-Nederlands Instituut voor Kunstgeschiedenis: 266619
- Virtual International Authority File: 164980978